# Schwarzspitziger Halsbock
Der Schwarzspitzige Halsbock (Stictoleptura fulva, Syn.: Leptura fulva, Brachyleptura fulva, Corymbia fulva, Paracorymbia fulva) ist ein Bockkäfer, der in Europa vorkommt.

## Merkmale
Der 10 bis 15 Millimeter lange Käfer ist schwarz mit gelbbraunen, an der Spitze geschwärzten Deckflügeln. Von verschiedenen ähnlichen Arten unterscheidet er sich durch seine lange und abstehende, helle Behaarung auf der Oberseite des Halsschildes und an der Basis der Deckflügel.

## Vorkommen
Das Verbreitungsgebiet der Art reicht von West-, Süd- und Mitteleuropa bis in die Ukraine und die Türkei. Auch in Südengland und Irland ist sie anzutreffen, fehlt aber in Nordeuropa. In Deutschland ist Stictoleptura fulva verhältnismäßig wärmeliebend und kommt vor allem am Oberrhein und in der Pfalz vor. Auch in Österreich und in der Schweiz zählt er zu den selteneren Arten.

## Lebensweise
Die Entwicklung der Käfer ist ungenügend erforscht. Horion vermutet, dass die Larven in morschen, toten Ästen von Pappeln und Buchen leben. Die Käfer erscheinen von Ende Mai bis Juli und sind eifrige Blütenbesucher.